# Boguea panwaensis
Boguea panwaensis är en ringmaskart som beskrevs av Meyer och Westheide 1997. Boguea panwaensis ingår i släktet Boguea och familjen Maldanidae. Inga underarter finns listade i Catalogue of Life.